# アイドル・レース
アイドル・レース (The Idle Race)は、1966年にデビューしたイギリスのロックバンド。ミュージシャンのジェフ・リンがレコード・デビュー及び、音楽プロデューサー・デビューしたバンドとして知られている。ジェフ・リンの作による、サイケデリックなサウンドを基とした楽曲群が好評を博し、カルト的な人気は得たものの、ブレイクには至らなかった。

## 略歴
1959年に、前身となる「The Nightriders」が結成された。数回のメンバーチェンジ、バンド名の変更の中で少なからずヒットを飛ばしたが、中核となっていたロイ・ウッドとマイク・シェリダンがバンドを脱退。ボーカリストとギタリストを募集する広告を出し、それを見たジェフ・リンが加入した。
1966年にバンド名をアイドル・レースと改称、かつてのバンドメンバーであるロイ・ウッドにシングル用の楽曲提供（「Here We Go Around The Lemon Tree」）を受けるも、ある理由によりイギリスでは未発売となり、1967年1月にアメリカ、ヨーロッパのいくつかの国でリリースされた。
3月にシングル「Imposters Of Life's Magazine」を発表。作曲者はジェフ・リンであり、これが彼にとってのコンポーザー・デビューとなる。
1968年にファースト・アルバムとなる『バースデイ・パーティ』を、その翌年にはセカンド・アルバム『アイドル・レース』を発表。後者のアルバムで、ジェフ・リンは音楽プロデューサーとしてのデビューを飾った。
2作とも評論家からは高い評価を受けるものの、大衆からの人気は得られず、ジェフ・リンがザ・ムーブに加入する形でバンドを脱退した。メンバーの補充後、3作目となるアルバム『Time Is』を発表するも、ヒットすることはなかった。度重なるメンバー・チェンジのうちにバンド名が「スティーヴ・ギボンズ・バンド」へと変わり、アイドル・レースは自然消滅することとなる。

## メンバー

### 1966年 - 1970年
- デイヴ・プリチャード (Dave Pritchard) - リズムギター、ボーカル
- ロジャー・スペンサー (Roger Spencer) - ベース、ボーカル
- グレッグ・マスターズ (Greg Masters) - ドラム、ボーカル
- ジェフ・リン (Jeff Lynne) - リードギター、ボーカル、キーボード

### 1970年 - 1971年
- デイヴ・プリチャード (Dave Pritchard) - リズムギター、ボーカル
- ロジャー・スペンサー (Roger Spencer) - ベース、ボーカル
- グレッグ・マスターズ (Greg Masters) - ドラム、ボーカル
- マイク・ホプキンス (Mike Hopkins) - リードギター、ボーカル
- デイヴ・ウォーカー (Dave Walker) - ボーカル

### 1971年
- グレッグ・マスターズ (Greg Masters) - ドラム、ボーカル
- デイヴ・キャロル (Dave Carroll) - ギター
- ボブ・ラム (Bob Lamb) - ドラム
- ボブ・ウィルソン (Bob Wilson) - ギター

## ディスコグラフィ

### スタジオ・アルバム
- 『バースデイ・パーティ』 - The Birthday Party (1968年)

「誕生日会」をテーマにしたコンセプトアルバムである。ジャケットはパーティへの招待状を模しており、レコードの内開きには様々なミュージシャン等の顔写真を、パーティに出席している体でコラージュしたものが使われている。
特筆無き曲はジェフ・リンの作品。
1. "Skeleton and the Roundabout" – 2:26
シングルカットされた。売れない回転木馬の運転手が主人公の物語仕立ての歌詞。
2. "Happy Birthday" – 0:23
日本でも「ハッピーバースデートゥーユー」として知られるスタンダードのカバー。ヴァイオリンによるインストゥルメンタルで、次曲に続く幕間として挿入されている。
3. "The Birthday" – 3:00
チェロが挿入されている。歌詞は誕生日会を開いた少女の物語。
4. "I Like My Toys" – 2:12
ポップなアレンジやタイトルとは裏腹に、現代まで続くとある社会問題がテーマになっている。シングルカットされる計画があった（リリースされたという記録もあるが誤り）。
5. "Morning Sunshine" – 1:48
6. "Follow Me, Follow" – 2:48
リードボーカルはデイヴ・プリチャード。サビはジェフが担当。
7. "Sitting in My Tree" – 1:59
8. "On With the Show" – 2:22
この曲から始まるB面は初めと終わりをミュージカル風のサウンドコラージュで挟まれている。
2013年のインタビューにて、ジェフはアイドル・レースの好きな楽曲として「Skeleton and the Roundabout」「Come With Me」と共にこの曲を挙げた。[4]
9. "Lucky Man" – 2:38
「ラッキーな男」による嘲笑的な物話がいくつか語られる。
10. "(Don't Put Your Boys In The Army) Mrs. Ward" – 2:14
反戦歌。第二次世界大戦を彷彿とさせるサウンドエフェクトが挿入されている。
11. "Pie in the Sky"  – 2:23
デイヴ・プリチャードの作品。
12. "The Lady Who Said She Could Fly" - 2:22
後のエレクトリック・ライト・オーケストラを想起させる、分厚いオーケストラアレンジが施されている。
13. "End of the Road" – 2:09
シングルカットされた。

- 『アイドル・レース』 - Idle Race (1969年)

特筆無き曲はジェフ・リンの作品。プロデューサーもジェフ・リン。
1. "Come With Me" - 2:45
シングルカットされた。ジョージ・ハリスンが好きな曲として挙げた。
2. "Sea Of Dreams" - 3:13
3. "Going Home" - 3:44
4. "Reminds Me Of You" - 2:54
デイヴ・プリチャードの作品。
5. "Mr. Crow and Sir Norman" - 3:17
アコーディオンや、歓声のサンプリングを使用したアルバム中最も華やかな楽曲。
歌詞は腹話術師とその人形の物語。
6. "Please No More Sad Songs" - 3:20
7. "Girl At The Window" - 3:44
歌詞にビートルズのメンバーの名前が登場する。
8. "Big Chief Woolly Bosher" - 5:15
アメリカの植民地開拓時代を舞台にした楽曲。
9. "Someone Knocking" - 2:56
デイヴ・プリチャードの作品。
10. "A Better Life (The Weatherman Knows)" - 2:45
ジェフが現在に至るまで好んで歌詞に使う「雨」がテーマの楽曲。
11. "Hurry Up John" - 3:33
「John」は彼らのローディの名前である。

- Time Is (1971年)

ジェフ・リンがバンドを脱退してからのアルバム。ジェフが作曲した楽曲は収録されていない。
1. "Dancing Flower" – 2:14
シングルカットされた。
2. "Sad O'Sad" – 3:28
3. "The Clock" – 3:22
4. "I Will See You" – 3:11
5. "By the Sun" - 6:42
6. "Alcatraz" – 4:02
7. "And the Rain" – 2:52
8. "She Sang Hymns Out of Tune"  – 3:07
9. "Bitter Green" – 3:45
ゴードン・ライトフットのカバー
10. "We Want It All" - 4:10

### シングル
- "Here We Go 'Round the Lemon Tree"/"My Father's Son" (1967年)
  - B面はデイヴ・プリチャードの楽曲
- "Imposters of Life's Magazine"/"Sitting in My Tree" (1967年)
- "The Skeleton and the Roundabout"/"Knocking Nails Into My House" (1968年)
  - B面はジェフ・リンの楽曲。翌年にスレイドによってカバーされた。
- "The End of the Road"/"Morning Sunshine" (1968年)
- "Days of Broken Arrows"/"Worn Red Carpet" (1969年)
  - A面はジェフ、B面はデイヴの楽曲。
- "Come With Me"/"Reminds Me of You" (1969年)
- 「イン・ザ・サマータイム」 - "In the Summertime"/"Told You Twice" (1969年)
- "Neanderthal Man"/"Victim of Circumstance" (1970年)
- "Dancing Flower"/"Bitter Green" (1971年)